# Jakob Tiedtke
Jakob Tiedtke, född 23 juni 1875 i Berlin, Kejsardömet Tyskland, död 30 juni 1960 i Berlin-Kladow, Västberlin, var en tysk skådespelare. Tiedtke som filmdebuterade på 1910-talet och gjorde sin sista filmroll 1955 kom med sina nära 200 filmroller att bli en av Tysklands mest produktiva skådespelare under 1900-talets första hälft. Han gjorde främst roller som komiska eller egensinniga karaktärer.
Han scendebuterade 1899 och från 1905-1913 var han engagerad hos Max Reinhardt på Deutsches Theater, Berlin. Han spelade även en tid under 1910-talet vid Burgtheater i Wien. Efter att Weimarrepubliken föll då NSDAP tog makten i Tyskland blev Tiedtke en av medlemmarna av sällskapet Kameradschaft der Deutschen Künstler, en del av Reichskulturkammer. Under denna tid dök han vid sidan av underhållningsfilmer upp i småroller i propagandafilmer av Veit Harlan.

## Filmografi (urval)
- 1918 – Råttfångaren från Hameln
- 1919 – Nürnbergerdockan
- 1920 – Krögarens döttrar
- 1921 – Miljonstölden
- 1923 – Karusellen
- 1925 – Väninnan från Berlin
- 1927 – Bara en danserska
- 1930 – Pension Schöller
- 1931 - Berlin - Alexanderplatz
- 1931 – Till polisens förfogande
- 1932 – En kyss i kärlek
- 1932 – En glimt av himlen
- 1932 – Kärlekspensionatet
- 1932 – Parisnätter
- 1933 – Polisens villebråd
- 1933 – Prins Galenpanna
- 1933 – Säsong i Kairo
- 1937 – Till främmande strand
- 1938 – Försvunnen i storstaden
- 1939 – Det odödliga hjärtat
- 1940 – Jud Süss
- 1941 – Fröken Casanova
- 1941 – Jenny Lind i Köpenhamn
- 1941 – Två världar
- 1941 – Vad kvinnor drömmer om våren
- 1942 – Ett möte i natten
- 1943 – Johann
- 1944 – Mina drömmars kvinna
- 1945 – Brinnande hjärtan
- 1951 – Unsterbliche Geliebte
- 1953 – Ingen rädder här
- 1954 – Evig är kärleken